# Тёмные эльфы
Тёмные эльфы — родственные эльфам расы разумных существ в мифологии и различных фэнтезийных мирах, в основном обладающие злым мировоззрением. Часто их отделение от остальных эльфов связывается со стремлением к тёмной магии, которая извратила их. Обычно у них тёмная или синяя кожа и седые или белые волосы.

## В мифологии
Древнейшее упоминание тёмных эльфов встречается в «Младшей Эдде», памятнике германо-скандинавской мифологии XIII века, созданном историком и писателем Снорри Стурлусоном. В 17 главе книги «Видение Гюльви» говорится, что светлые эльфы (ljósálfar) обитают на небе в месте, известном как Álfheimr (Альфхейм, др.-норв. дом эльфов, мир эльфов) и обликом прекрасны как солнце; тёмные эльфы (dökkálfar) несходны с ними ни обликом, ни сутью, живут в недрах земли и черны как смола (svartari en bik). Там же упоминаются чёрные эльфы (svartálfar) и место их обитания — Svartálfaheimr: в 34 главе «Видения Гюльви» говорится о том, как посланник асов Скирнир отправился под землю в Свартальвхейм, чтобы цверги («дварфы», «карлики») смастерили прочные путы для волка Фенрира; и в 43 главе книги «Язык поэзии» говорится о том, как Локи, из вредности отрезав волосы Сив, вынужден был отправиться в Свартальвхейм, чтобы цверги изготовили для неё волосы из чистого золота.
Якоб Гримм, анализируя происхождение слов эльф и дварф, приходит к выводу о тождественности цвергов и чёрных эльфов и их отличии от тёмных эльфов. Вместе с тем, ссылаясь на христианское мировоззрение Снорри Стурлусона, он выдвигает гипотезу о соответствии светлых и чёрных эльфов добрым и злым духам. Также он осторожно предполагает, что тёмные эльфы на самом деле бледны «как мертвец», то есть сопоставляет их с духами умерших. Д. Линдоу в свою очередь обращает внимание на тот факт, что в «Старшей Эдде» («Речи Гримнира», стих 4) Альфхейм упомянут как личное владение Фрейра (который согласно мифологии является божеством солнечного света и лета и обладает прекрасной внешностью), таким образом, получается расхождение с «Младшей Эддой». Кроме того, Линдоу истолковывает скудость информации о тёмных эльфах у Стурлусона в пользу их тождества с дварфами. К аналогичному выводу приходит и А. Лассен, исходя из того, что и светлые, и тёмные, и чёрные эльфы впервые упоминаются у Стурлусона; ещё одно упоминание встречается в эддической поэме «Предваряющая песнь (Вороново заклинание Одина)», вероятно, не старше XVII века. Она также склонна отождествить тёмных и чёрных эльфов с дварфами, противопоставляя их светлым эльфам. Суммируя, можно заключить, что по мнению ряда авторов свартальвы («чёрные эльфы») и доккальвы («тёмные эльфы»), живущие в подземных мирах Свартальвхейме и Нидавеллире, являются одними и теми же существами и отождествляются с их соседями цвергами («карликами»). Они скрытны, боятся солнечного света (в частности, обращаются от него в камень) и относятся враждебно к людям и «светлым эльфам».
Также на формирование современного образа тёмных эльфов оказали влияние сказки и мифы Шетландских и Оркнейских островов, а также Шотландии и Бретани, о трау, подземных или подводных существах, способных по желанию появляться и исчезать, менять облик и рост, и также избегающих света солнца. По некоторым гипотезам, слово трау (драу) родственно слову драугр, то есть трау — духи умерших. Однако в сказках шетландцев это именно волшебный народ, сродни эльфам, но в отличие от последних отличающийся скверным характером: жестокостью, склонностью убивать или уводить в плен.

## В фольклоре
В раннем Средневековье рассказы про эльфов были народными поверьями и преподносились как былины и байки, правдивые истории о сверхъестественном, о необъяснимых случаях и загадках. (Например, то, что веками позже назовут полтергейстом, в те времена считалось проявлением недовольства домового — брауни.) Однако ко временам Шекспира легенды низвелись до уровня детских сказок, и соответственно изменилось их содержание: исчезли определённые подробности, сгладились жёсткие и неудобные места, опростился язык изложения, появилась мораль, нравоучительно-воспитательный смысл. И капризные, обидчивые эльфы, способные разозлиться из-за пустяка и взгреть вызвавшего их неудовольствие человека, превращаются в милых, добрых, зачастую крошечных существ, которые наказывают бессердечных злодеев и — что крайне редко встречалось в старинном фольклоре — испытывают добрых и честных и вознаграждают их золотом, даром везения или волшебной вещью. Таким образом, эльфы из детских сказок добры и справедливы, и несут добро и справедливость людям, особенно когда надеяться больше не на кого.
В то же время, остатки прежнего фольклора дают о себе знать. В некоторых сказках эльфы выступают в роли злых волшебников, они насылают недуги (причина которых была тогда неизвестна, например, прострел, ревматизм, хромота), похищают скот, людей, иногда детей и младенцев, и уводят в свою заколдованную страну. И хотя, в отличие от сказок про великанов, людоедство похищенным не грозило, пропавшие считались навеки проклятыми и погубившими свою бессмертную душу.
Подобная двойственность нашла выражение в представлении о двух разновидностях эльфов: Seelie Court (Честной Народ) и Unseelie Court (Нечестивые); первые стремились помогать людям, вторые, наоборот, пакостили. Сочетание древнего языческого фольклора с христианскими воззрениями, в частности, породило представление о Нечестивых как о malefica, ведьмах и колдунах, продавшихся дьяволу и занимающихся вредительством: наведением порчи, распространением мора, убийством детей и пр. Таким образом, волшебство эльфов было заклеймено как служение силам зла. Примечательно, что при этом Честному Народу было отказано в наличии собственной бессмертной души — после смерти или Конца Света им предстояло просто исчезнуть. Таким образом, согласно этим представлениям, люди имели краткую земную жизнь и вечную загробную; эльфы же жили долго на земле, но надеяться на спасение души не могли.

## Ранние образы в художественной литературе

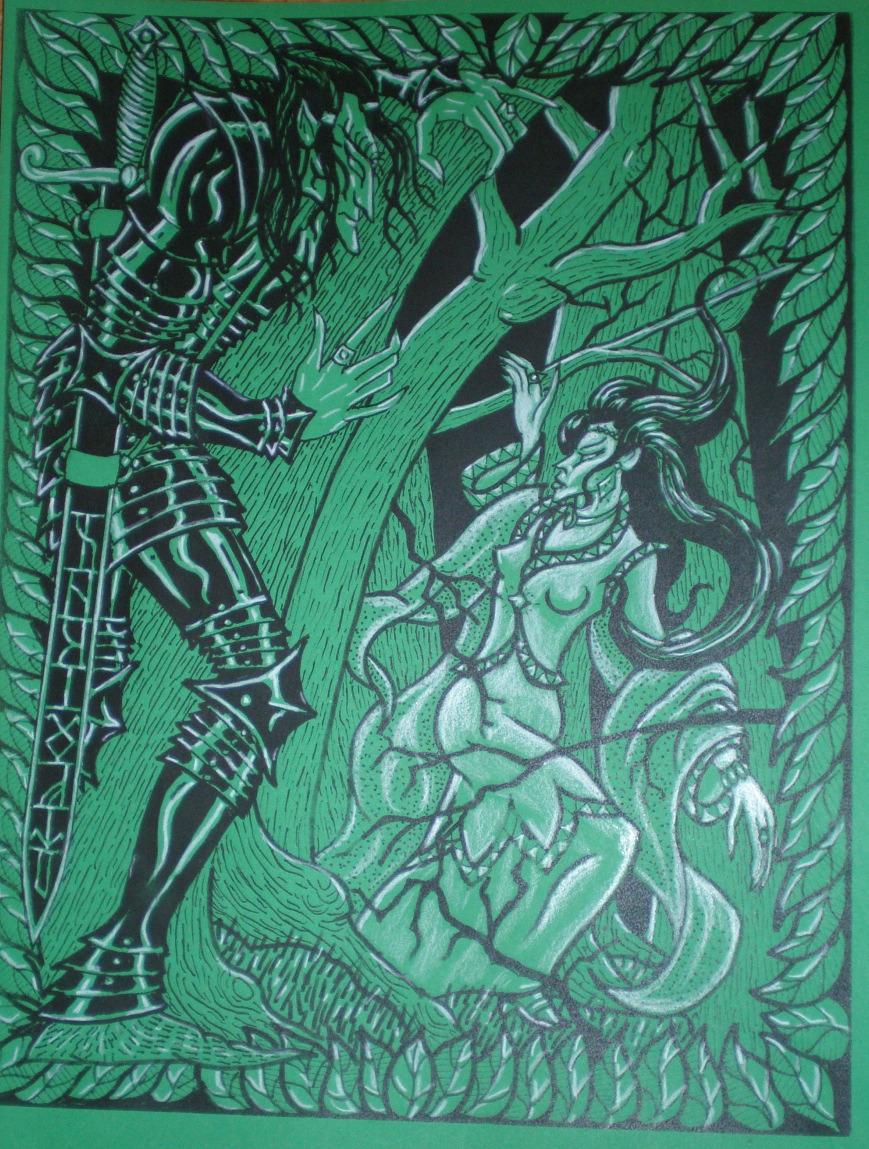
Эол Тёмный Эльф и Аредэль

В пьесе У. Шекспира «Сон в летнюю ночь» эльфы — собирательный образ волшебных существ фольклора народов Европы. Британский пак Робин Добрый малый; Оберон, явившийся из рыцарских романов Континента; Титания, представляющая древнее языческое божество Греции и Рима. Никого из них нельзя назвать однозначно добрым или злым: они проявляют различные стороны характера. За этим исключением, в XVII—XVIII веках большинство литературных эльфов переехало в сказки. Сказывалось развитие науки и техники, Просвещение — старые народные поверья выглядели глупыми и наивными, несерьёзными, годными лишь для развлечения детей.
Стереотипные эльфы считаются приверженцами сил добра; тем не менее эльфы с деструктивным поведением всегда присутствовали в фэнтези, например, в романе «Сломанный меч» Пола Андерсона (1954), в книге «Сильмариллион» Дж. Р. Р. Толкина (издана в 1977), сформировавшего классическое фэнтезийное представление об эльфах, в сеттинге Dragonlance (1984) для настольной игры Dungeons & Dragons, злые свартальвы в трилогии «Гобелены Фьонавара» Г. Г. Кея (1984—1986) и др..
В то же время, у Толкина были эльфы, называемые «тёмными» — мориквенди, то есть те, кто не видели свет Валинора, но их характер практически ничем не отличался от «светлых» эльфов. Злой же противоположностью эльфов у Толкина, были орки, по основной версии произошедшие от них в результате пыток и чёрной магии. Также в «Сильмариллионе» есть персонаж Эол Тёмный Эльф, прозванный так за то, что ушёл от своих соплеменников и поселился в тёмном лесу.

## В современной культуре

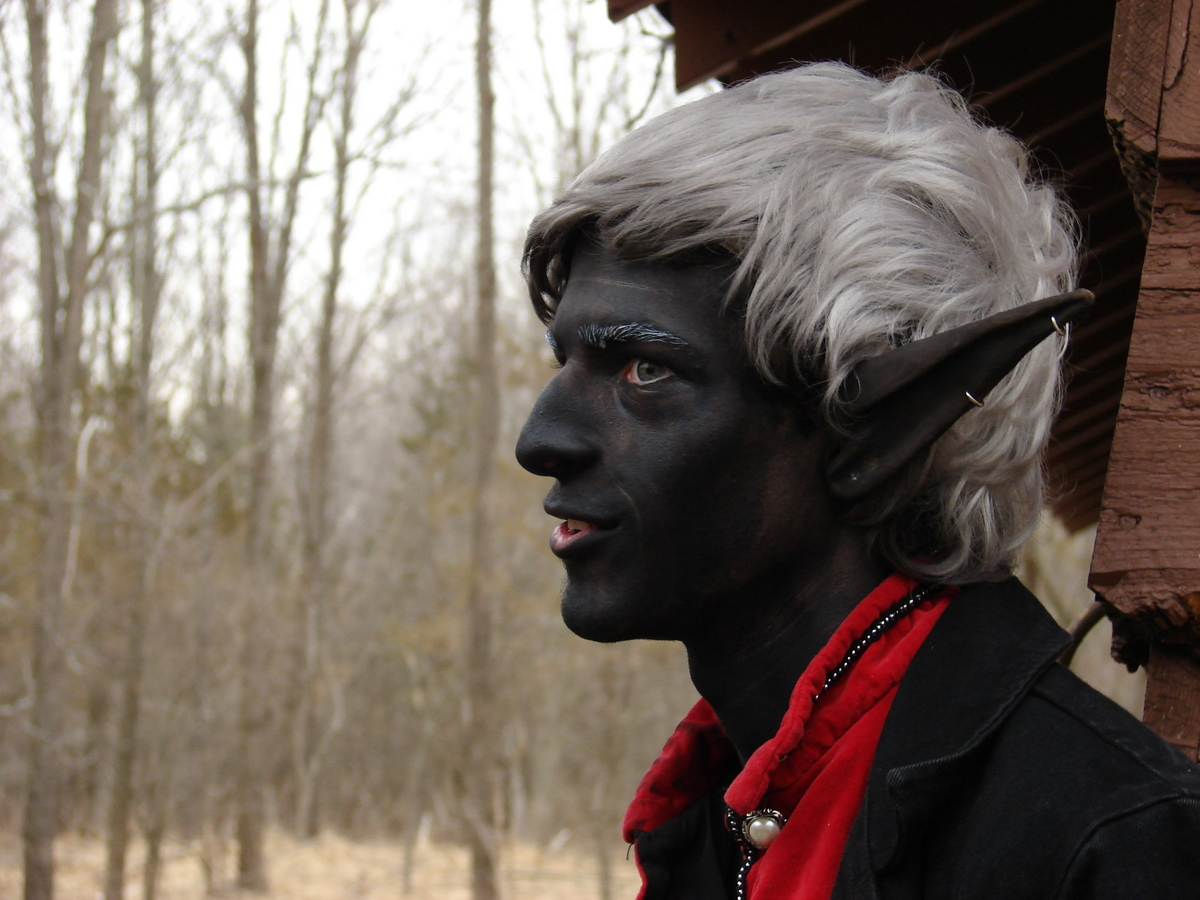
Косплей драу из Dungeons & Dragons

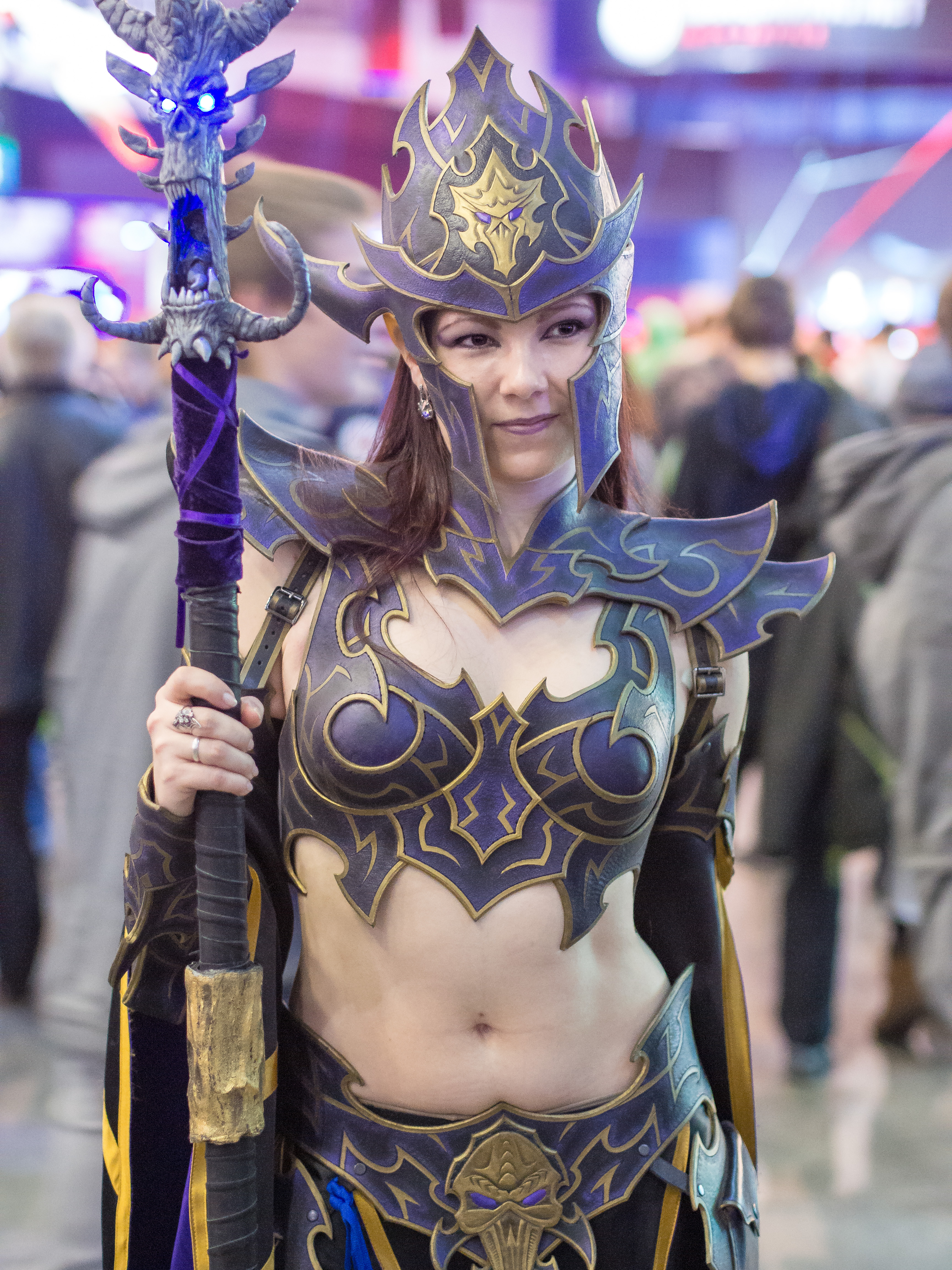
Косплей ведьмы — тёмной эльфийки из Warhammer

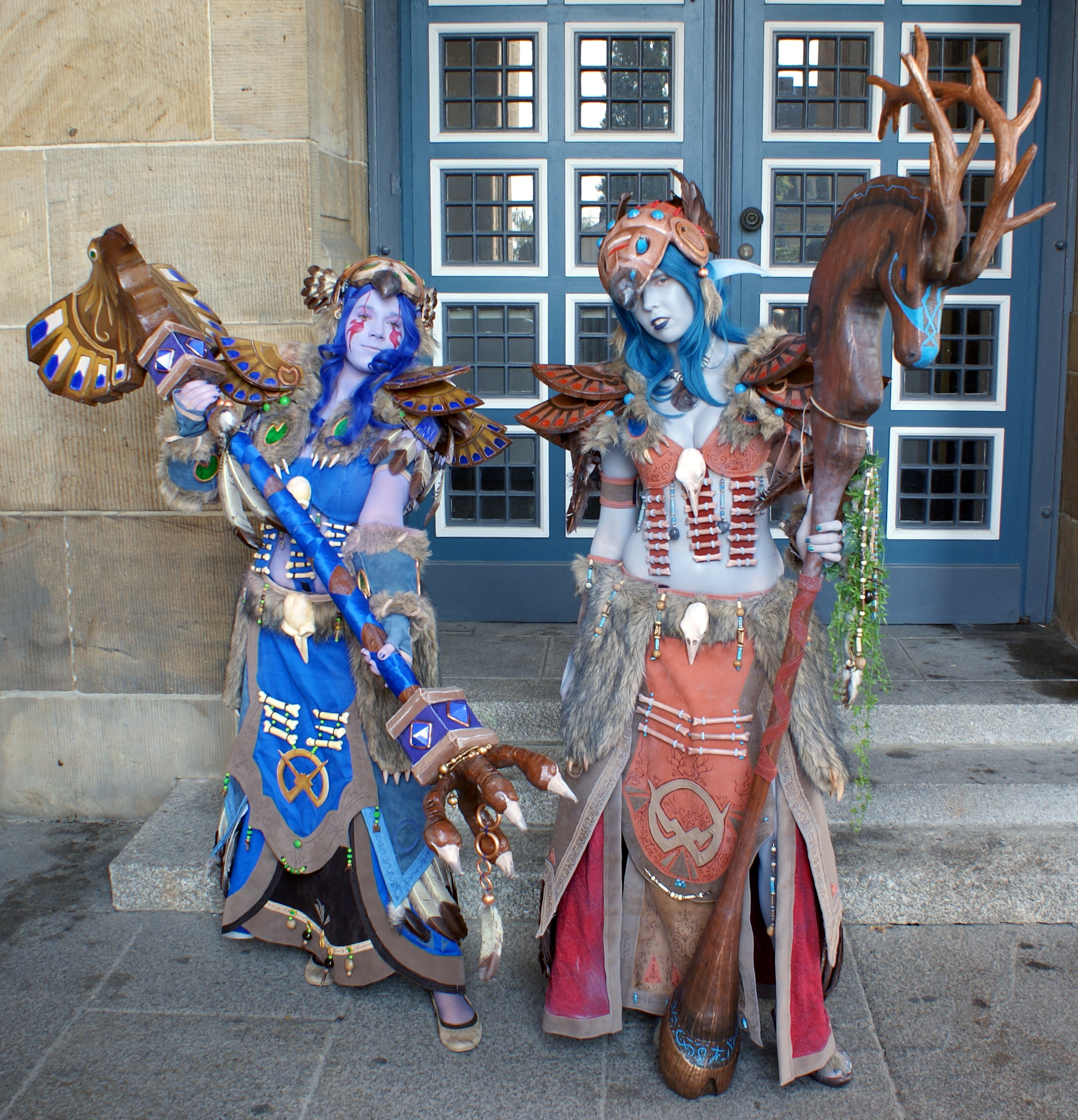
Косплей друидок — ночных эльфиек из World of Warcraft

Образ злых тёмных эльфов как стереотипной расы-антипода эльфов добрых сформировался в фэнтези на основе драу — злых эльфов из настольной игры Dungeons & Dragons. Впервые они были упомянуты в сеттинге Greyhawk 1-й редакции Advanced Dungeons & Dragons 1977 года; как игровая раса они впервые стали доступны в 1985 году. В 1987 году драу появились в новом успешном сеттинге D&D Forgotten Realms («Забытые Королевства»). С 1988 года по наше время выходит популярная книжная серия Роберта Сальваторе о тёмном эльфе Дриззте До’Урдене по вселенной Forgotten Realms. В дальнейшем драу появились в таких известных компьютерных играх по «Забытым Королевствам» как Menzoberranzan (1994), Baldur’s Gate II: Shadows of Amn (2000), Neverwinter Nights: Hordes of the Underdark (2003) и Neverwinter Nights 2 (2006). В 2004 году драу, в несколько изменённом виде, были включены ещё и в сеттинг D&D Eberron. Впрочем, в некоторых мирах «Подземелий и драконов» «темные эльфы» — всего лишь отдельные падшие эльфы, а не целая раса, например тёмный маг Даламар из сеттинга Dragonlance.
В Forgotten Realms у драу чёрная или лиловая кожа и горящие оранжевые или красные глаза. Они населяют Подземье — огромный многоэтажный лабиринт пещер и тоннелей. Живут тёмные эльфы в крупных городах и более мелких поселениях. У них преобладает матриархат — правящей кастой являются жрицы Королевы Пауков Лолс. Пауки заменяют им домашних животных, в полупауков-полулюдей драйдеров превращают провинившихся драу. Общество разделено на выстроенные в строгой иерархии великие дома-семьи во главе с верховной жрицей. Когда-то они жили на поверхности, но поклонение Лолс испортило их и привело к войне с остальными эльфами, в результате поражения в которой они и оказались под землёй, где провели уже не одно тысячелетие, за что ненавидят эльфов. Они жестоки, коварны и беспринципны, но умны, независимы и искусны в магии.
В сеттинге для настольных игр Warhammer Fantasy (1983) тёмные эльфы называются дручайями. Они также когда-то были едины с остальными эльфами, но после давнего братоубийственного конфликта стали их заклятыми врагами. Внешне они не отличаются от них, и живут не в подземельях, а в тундре, но так же как и драу являются гораздо более жестокими и подлыми. Они поклоняются богу Каину — «Тысячеликому повелителю убийства», которому также служат женщины-ведьмы. Из компьютерных игр по этой вселенной за тёмных эльфов можно поиграть в Warhammer Online: Age of Reckoning (2008). В родственном мире Warhammer 40,000 (1987) аналогами дручай являются тёмные эльдары, очень похожие на них, только познавшие технический прогресс.
Драу и дручайи обрели большую популярность среди любителей фэнтези и оказали большое влияние на образы тёмных эльфов в длинном ряду других вселенных, особенно в ролевых и стратегических компьютерных играх. Очень напоминают персонажей Warhammer тёмные эльфы из Heroes of Might and Magic V (2006). В Age of Wonders (1999) у тёмных эльфов есть и паучья королева из Forgotten Realms и палачи из Warhammer. В EverQuest (1999) история происхождения тёмных эльфов теир’дал очень похожа на историю орков в Средиземье — их извратил пытками бог ненависти Инноруук, они так же как драу живут в подземелье. Данмеры из The Elder Scrolls хотя и являются агрессивным народом, занимающимся работорговлей, но «эстетика убийства» драу для них не характерна. В некоторых играх многие народы испытывают неприязнь к тёмным эльфам, например в Master of Magic (1994), EverQuest II (2004) и Vanguard (2007). В Might and Magic VIII: Day of the Destroyer (2000) они, напротив, стали торговцами и дипломатами. В World of Warcraft ночные эльфы хотя и выглядят типично для тёмных эльфов, но в душе «светлее» прочих эльфов своего мира, они единственные, кто сохранил гармонию с природой; в то же время «высшие» эльфы крови перешли на сторону Орды, став противниками ночных эльфов, впрочем до драу или дручайев им далеко. В ряде игр тёмные эльфы лишаются своей одиозности и становятся более человечными, а иногда и вовсе принципиальное разделение по мировоззрению между эльфами утрачивается. Типичным также стало, что светлые эльфы лучше лечат и стреляют из лука, а тёмные — сражаются в ближнем бою: так в EverQuest, Lineage II (2003), Sacred (2004). Также для тёмных эльфов в стратегических играх характерна сильная магия и элитные, но не многочисленные бойцы.
Встречаются тёмные эльфы и в манге и аниме: это могут быть как целые народы, не обязательно злые, иногда просто с «дурным» характером и тёмной кожей, так и отдельные «потемневшие» эльфы. Тёмные эльфы часто хорошие бойцы и маги. Как например Ауре Белла Фьора и Маре Белло Фьоре из Overlord. Они обычно не способны на чувства симпатии, зато для них характерны презрение и зависть. Это например больше всего на свете любящая деньги эльфийка-наёмница Сузу из «Гештальт» (1990-е), или красивая, но холодная и всех презирающая эльфийка-злодейка Пиротесс из Record of Lodoss War (1990-е).